# An Infernal Tangle
An Infernal Tangle è un cortometraggio muto del 1913 diretto e interpretato da William Humphrey.

## Trama
A cena, Luigi racconta alla moglie Vincenza che nella casa popolare dove vivono è venuta ad abitare una nuova coppia. Vincenza loda i baffi di Biagio, il loro nuovo vicino, suscitando la gelosia del marito. Tornata dalla spesa, la donna incontra Biagio sulle scale e si mette a chiacchierare con lui. Angelica, la moglie di Biagio, li vede e si ingelosisce. Arriva anche Luigi, che intima alla moglie di andarsene a casa. Nei due appartamenti, nascono due litigi furiosi.
Luigi, a causa del suo temperamento, perde anche il lavoro. Ridotti quasi alla fame, i due non sanno come tirare avanti. Si presenta a casa di Vincenza una dama di carità, la signora Thomas, che ascolta la storia della povera moglie. Impietosita, le lascia un po' di denaro. I soldi, rimasti sul tavolo, sono visti da un ladro che si introduce nella stanza per rubarli. Vincenza urla per chiedere aiuto e Biagio corre in suo aiuto, riuscendo a recuperare il denaro. Luigi, arrivato in quel momento, accusa il vicino di avere una tresca con la moglie. Angelica, che lo sente gridare, corre da Vincenza - di cui è follemente gelosa - per litigare con lei. I due appartamenti sono nuovamente testimoni di due discussioni infuocate: in quello di sopra, Biagio alle prese con Luigi, in quello di sotto, Angelica che litiga con Vincenza. Deve intervenire la signora Thomas, ritornata per recuperare un anello, per spiegare come sono andate le cose: le due coppie si calmano e, da quel momento, diventano i migliori vicini del mondo, dimenticando le loro dispute per sempre.

## Produzione
Il film fu prodotto dalla Vitagraph Company of America.

## Distribuzione
Distribuito dalla General Film Company, il film - un cortometraggio in una bobina - uscì nelle sale cinematografiche statunitensi il 13 giugno 1913.